# Pite lappmark

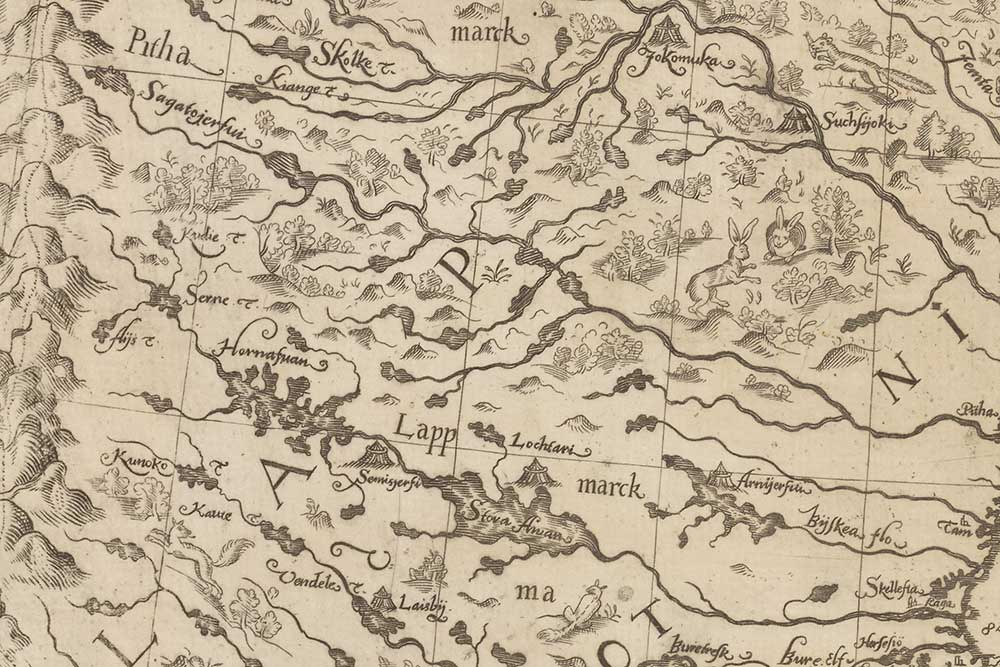
Pite lappmark på Anders Bures Nordenkarta från 1626. I mitten ses de stora sjöarna Hornavan och Storavan. Tälten symboliserar de historiska lappbyarna.

Pite lappmark är en historisk så kallad lappmark i Lappland, Norrbottens län kring Skellefteälvens och Piteälvens vattenområden.
Pite lappmark omfattar de nuvarande kommunerna Arjeplog, Arvidsjaur och Malå i mellersta Lappland. 

## Historia

### Indelning i lappbyar och samebyar

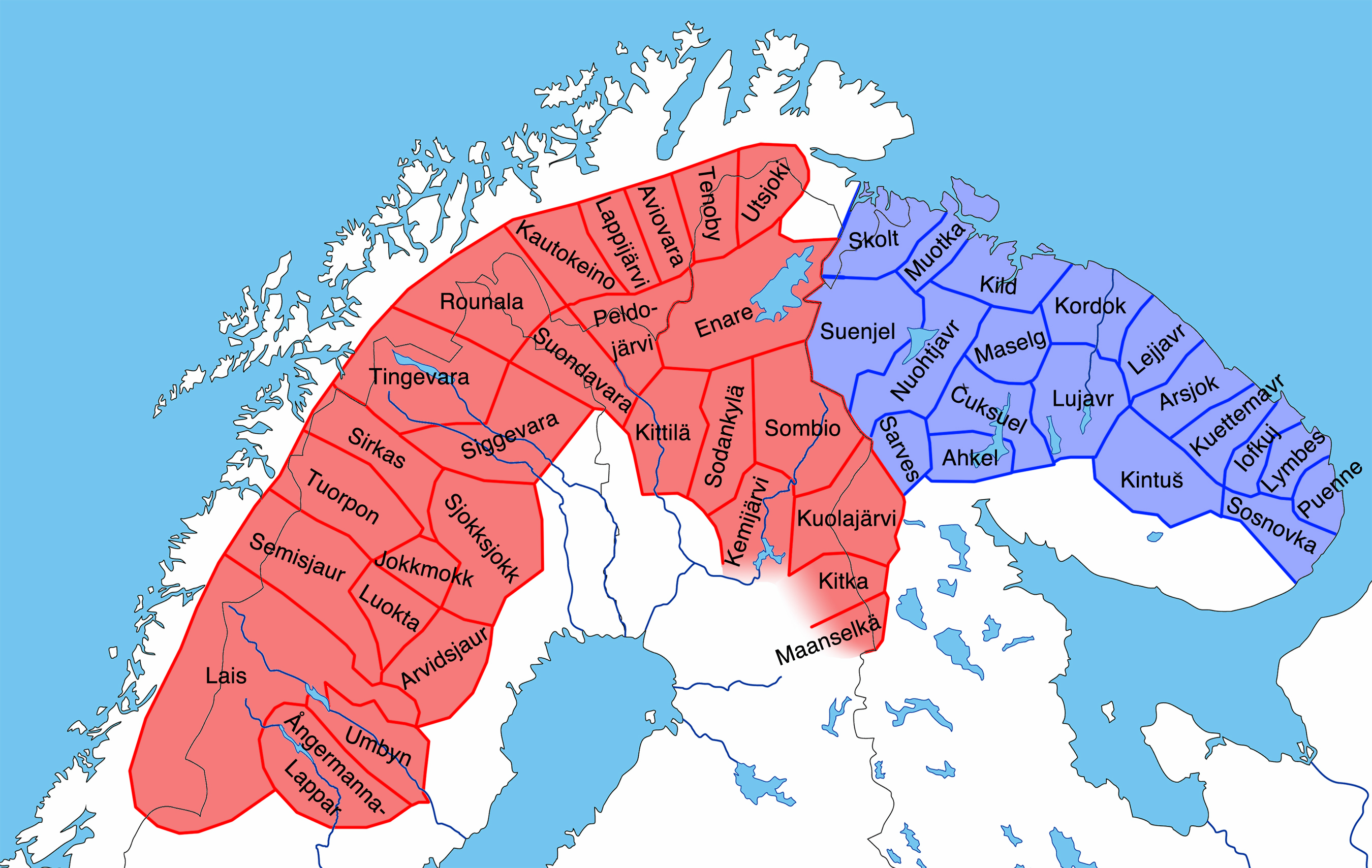
En rekonstruerad kartbild över lappbyarna på 1500- och 1600-talen (rött område) samt början av 1800-talet (blått område).

Pite Lappmark omfattade i början av 1600-talet de historiska lappbyarna Luokta (även Lockteå, med flera former), Arvidsjaur, Semisjaur och Laisbyn. Den sistnämnda byn sträckte sig ned längs fjällkedjan hela vägen till Frostviken i Jämtland, vilket innebär att Pite lappmark hade en betydligt större utsträckning än i senare tid. Luokta betyder viken, men vilken vik som givit byn dess namn är obekant. Arvidsjaur är uppkallad efter Arvidsjaursjön, medan Semisjaur avser sjön Siebdniesjávrrie söder om Uddjaure. Laisbyn kan ha fått sitt namn antingen efter Laisälven, sjön Laisan i Arjeplog eller kanske Stor-Laisan vid Tärna kyrka i Storumans kommun. På Anders Bures karta över Nordkalotten från 1611, som antagligen baseras på uppgifter från 1600-talets första år, återfinns Arnijerfell (Arvidsjaur) vid Byskeälven, Lochtari och Semisjerfi vid Skellefteälven samt Laisbij vid Vendeles T[resk] (Storvindeln) i Vindelälven. Byarna representeras på kartan av tältsymboler, som troligen utvisar byarnas vinterboplatser. 1601 fanns enligt mantalslängden 32 skattebetalare i Arvidsjaursbyn, 40 i Semisjaur, 66 i Laisbyn och 35 i Luokta.
I samband med att Lycksele kyrka anlades 1606 överfördes Laisbyn till Ume lappmark i söder. Anläggandet av Nasafjälls silververk i slutet av 1630-talet medförde sedan att de kvarvarande byarna i Pite lappmark omorganiserades. Semisjaurbyn delades i en västlig och en östlig del. Den västliga kallades i skattelängderna för Västerbyn, medan den östliga fick behålla det gamla namnet. I 1649 års skattelängd är Västerbyn sedan uppdelad i Norrvästerbyn och Sörvästerbyn. Separat listades grupper av samer som skulle ombesörja transporterna till och från silververket, fördelade på de olika skjutshållen Piteå, Vaxnäs, Arjeplog och Storbod. I senare skattelängder anges Arjeplog som en egen lappby, utbruten ur Semisjaur. I 1695 års jordebok indelades Pite lappmark således i de sex lappbyarna Arvidsjaur, Arjeplog, Luokta, Semisjaur, Norrvästerbyn och Sörvästerbyn. Arvidsjaur och Arjeplog var skogssamiska byar, Norr- och Sörvästerbyarna rent fjällsamiska.
Det var en indelning som bestod fram till 1887, då en ny sorts lappbyar, föregångare till dagens samebyar, infördes till följd av 1886 års renbeteslag. De nya byarna i Pite lappmark blev inom Arjeplogs socken Arjeplog, Semisjaur, Njarg eller Sörvästerbyn, Mahasvuoma eller Norrvästerbyn samt Luokta, och inom Arvidsjaurs socken Mausjaur, Västra Kikkejaur och Malmesjaur. Arvidsjaursbyarna omfördelades 1917 och blev till fyra, nämligen Mausjaure, Östra Kikkejaure, Västra Kikkejaure och Malmesjaure. I Arjeplog slogs Luokta och Mahasvuoma 1927 samman till Luokta-Mávas, medan Semisjaur och Njarg slogs samman till Semisjaur-Njarg. Arjeplogsbyn delades 1946 upp i en fjällsamisk del, Svaipa, och en skogssamisk del, Maskaur. Mindre delar av den gamla Arjeplogsbyn tillfördes samtidigt Mausjaurs och Västra Kikkejaurs samebyar.
Idag verkar i Pite lappmark fjällsamebyarna Luokta-Mávas, Semisjaur-Njarg och Svaipa samt skogssamebyarna Ståkke, Maskaure, Västra Kikkejaure, Östra Kikkejaure, Mausjaure och Malå (den sistnämnda i Västerbottens län).

### Kyrkplatser
När Karl IX 1606 anlade de fyra första kyrkplatserna i lappmarkerna fick lappbyarna i Pite lappmark en gemensam kyrkplats i Arvidsjaur. Där fanns redan vid den tidpunkten ett kapell, om vilket mycket litet är känt. Samtidigt fördes Laisbyn över till Ume lappmark för att öka underlaget för kyrkplatsen vid Lycksele kyrka. 
Den nya kyrkplatsen i Arvidsjaur blev den enda tillåtna marknadsplatsen och därmed centralort i Pite lappmark. Församlingen återgick dock som annex under Piteå redan 1614.
Sedan Nasafjälls silververk tagits i drift i slutet av 1630-talet fick bergmästare Hans Philip Lybecker i uppdrag att utreda var nya kyrkplatser borde placeras. Han föreslog att en präst skulle förordnas till silvergruvan för att predika dels för bruksfolket, dels för samerna i området. Dessutom föreslog han att en kyrka skulle byggas i Arjeplog, en ort som dessutom skulle vara lämplig som marknadsplats. Genom ett plakat från drottning Kristinas förmyndarregering den 24 september 1640 inrättades sedan fyra självständiga församlingar i Pite lappmark: Arvidsjaur, Arjeplog, Silbojokk och Nasafjäll. För att öka tillgången på malmtransportörer fördes Lais- och Granbyn från Lycksele lappmark (de nordligare delarna av den gamla Laisbyn) samt Tuorponbyn från Lule lappmark till Arjeplogs kyrkplats. Till Silbojokks kyrka fördes hyttfolket samt Semisjaurs lappby, till Nasafjälls kyrka gruvfolket samt en del fjällsamer. Arvidsjaurs och Luokta lappbyar fick behålla Arvidsjaur som sin kyrkplats.
Nasafjälls församling uppgick i praktiken snart i Silbojokk. Sedan silververket ödelagts 1659 levde bruksförsamlingen vidare för samernas skull fram till 1777, då ett nytt kapell uppfördes i Lövmokk vid Hornavan. Samerna i Lais- och Granbyarna, som under bruksepoken hört till Arjeplog, begärde att återigen få ha Lycksele kyrka som sin kyrkplats, vilket beviljades. Tuorpon återfördes till Lule lappmark.

## Kolonisation
Pite lappmark var den lappmark som koloniserades sist. Det första nybygget torde ha varit Kasker i Arjeplog, som anlades av en same under 1700-talets första år. Under återstoden av 1700-talets första hälft tillkom bara ytterligare två nybyggen inom området, båda inom Arjeplogs socken och anlagda av samer. De första nybyggena i Arvidsjaur var Glommersträsk och Pjesker, vilka grundades av inflyttade svenskar på 1750-talet. Först på 1760-talet satte kolonisationen fart på allvar i Pite lappmark. Det första nybygget i Malå socken insynades 1769.
Även fortsättningsvis var det mycket vanligare att samer anlade nybyggen i Arjeplog än i Arvidsjaur, medan svenskar var mera aktiva i Arvidsjaur. Många av nybyggarna i Arvidsjaur kom från Skellefteå socken, medan endast ett fåtal kom från Piteå.